# Plaza de Toros (Sevilla)

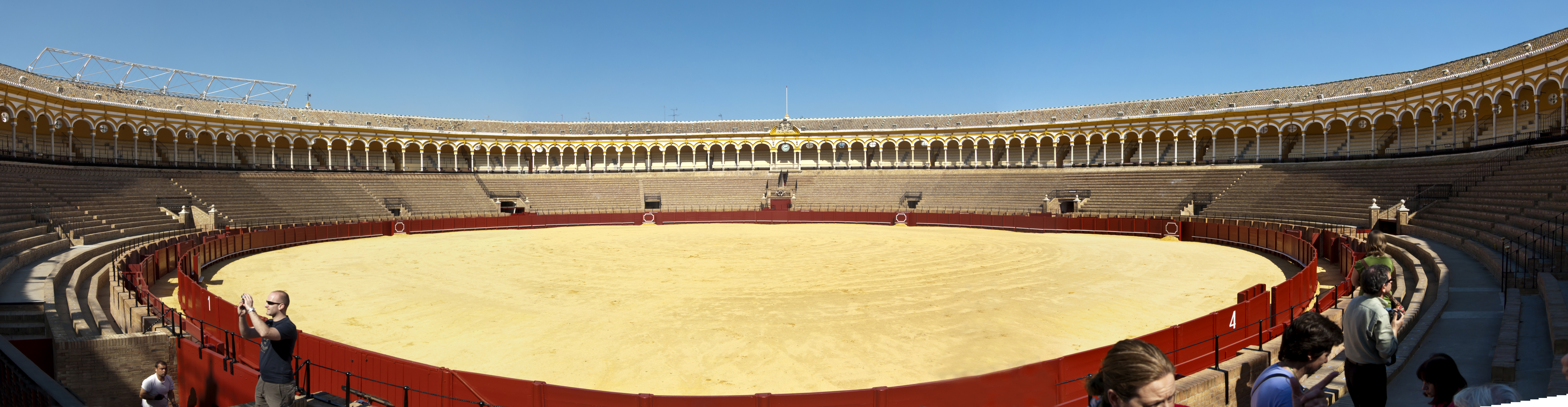
Plaza de Toros vanaf de loge van de prins

Plaza de Toros, voluit La Plaza de Toros de la Real Maestranza de Caballería de Sevilla (nl: plein van de stieren van het koninklijk arsenaal van de Sevillaanse cavalerie) in de Spaanse stad Sevilla, is de grootste en belangrijkste arena in Spanje waar stierengevechten worden georganiseerd. Deze arena speelt een belangrijke rol tijdens de Feria de Abril, een van de grootste stierenvechtenfestivals ter wereld die in de maand april wordt gehouden. Deze arena die ook de kathedraal van het stierengevecht wordt genoemd, biedt grote uitdagingen aan de stierenvechter omwille van haar karakteristieken, het kritische publiek en haar geschiedenis.

## Bouwgeschiedenis
In 1733 begon met de bouw van een houten arena die voor het eerst een ronde (ovale) vorm had ter vervanging van een vorige die rechthoekig van vorm was. Vanaf 1761 verwerkte de architect octavas (een constructie van vier bogen) in het gebouw. De binnenfaçade, de Palco del Príncipe of de Loge van de Prins werd afgewerkt in 1765. Ze omvat twee delen: de toegangspoort waarlangs succesvolle stierenvechters de arena mogen verlaten en de loge die gereserveerd is voor de Spaanse koninklijke familie. Het dak van deze loge is een koepel bedekt met blauwe en witte tegels. De loge werd gebouwd voor de infante (kind of kleinkind van de koning, geboren na de kroonprins(es)) van Spanje, Filips van Parma, zoon van koning Filips V en Elisabetta Farnese.
In 1881 kon men de bouw als afgewerkt beschouwen. De arena was voor een derde uit hout en voor twee derde uit steen opgetrokken. De arena had te lijden gehad van een verbod op stierenvechten van koning Karel III in 1786. In 1914 en 1915 werd veel van het stenen gedeelte vervangen door baksteen. Men bouwde een tiental rijen zitplaatsen in de schaduw en veertien rijen in de zon.
In de arena is een kapel waar de stierenvechters bidden, vooraleer ze de stier bekampen.
In de buurt van de arena staan enkele standbeelden van personen die belangrijk waren voor het stierenvechten in Spanje, waaronder de stierenvechters Curro Romero en Manolo Vázquez en van Maria de las Mercedes van Bourbon-Sicilië, moeder van koning Juan Carlos. Het standbeeld noemt haar La Augusta Señora Condesa de Barcelona. Het werd door Juan Carlos in 2008 onthuld.

## Museo Taurino en Sala de Pinturas
De plaza de Toros geeft ook onderdak aan het museum van het stierenvechten en een zaal waarin schilderijen worden bewaard die gerelateerd zijn aan het stierenvechten. Het museum toont allerlei objecten die de geschiedenis en de evolutie van het stierenvechten in Spanje documenteert.

## Toegangsprijzen
Anno 2011 betaalt een abonnee die niet in Sevilla woont 3.414 € als hij of zij een van de beste zitplaatsen in de arena wil voor een achttiental gevechten. De Plaza de Toros biedt ook bezoeken onder begeleiding van een gids aan. Hierbij krijgt de bezoeker een inzicht in de achter-de-schermen-wereld van het stierenvechten. Toegang kost 8 € en het bezoek duurt ongeveer een half uur.

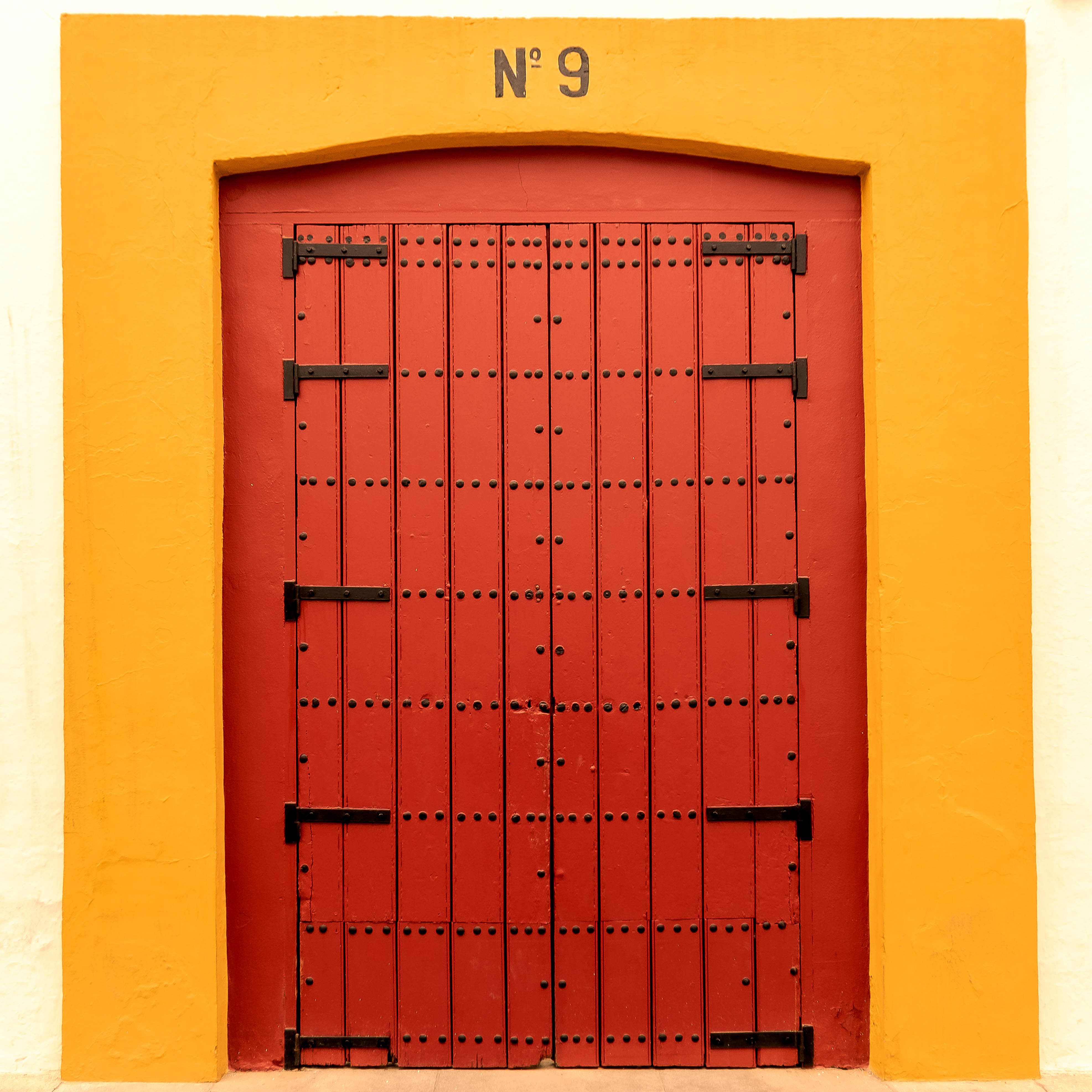
Puerta Nº 9 de la Plaza de Toros de la Real Maestranza de Caballería de Sevilla

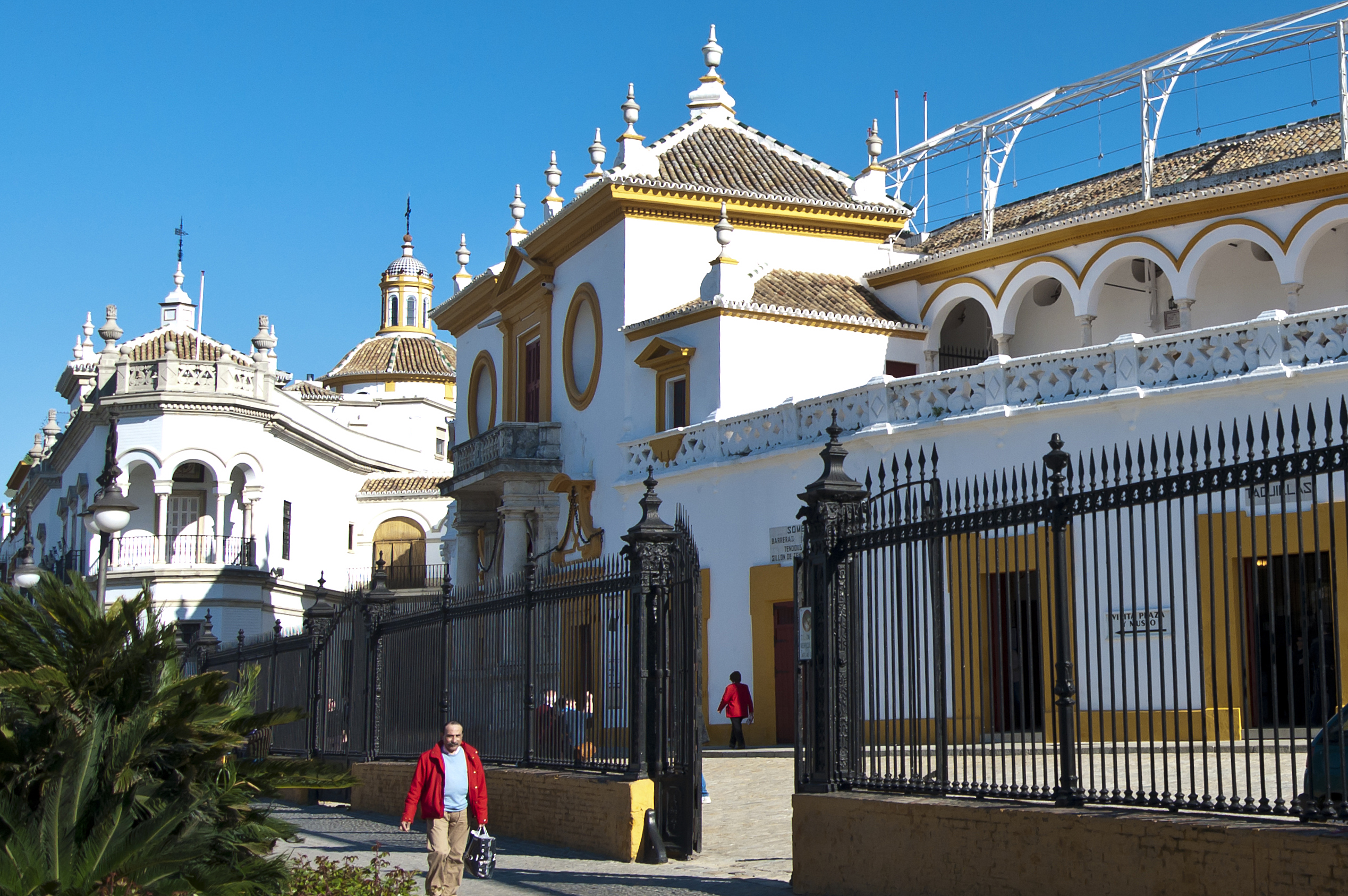
Plaza de Toros
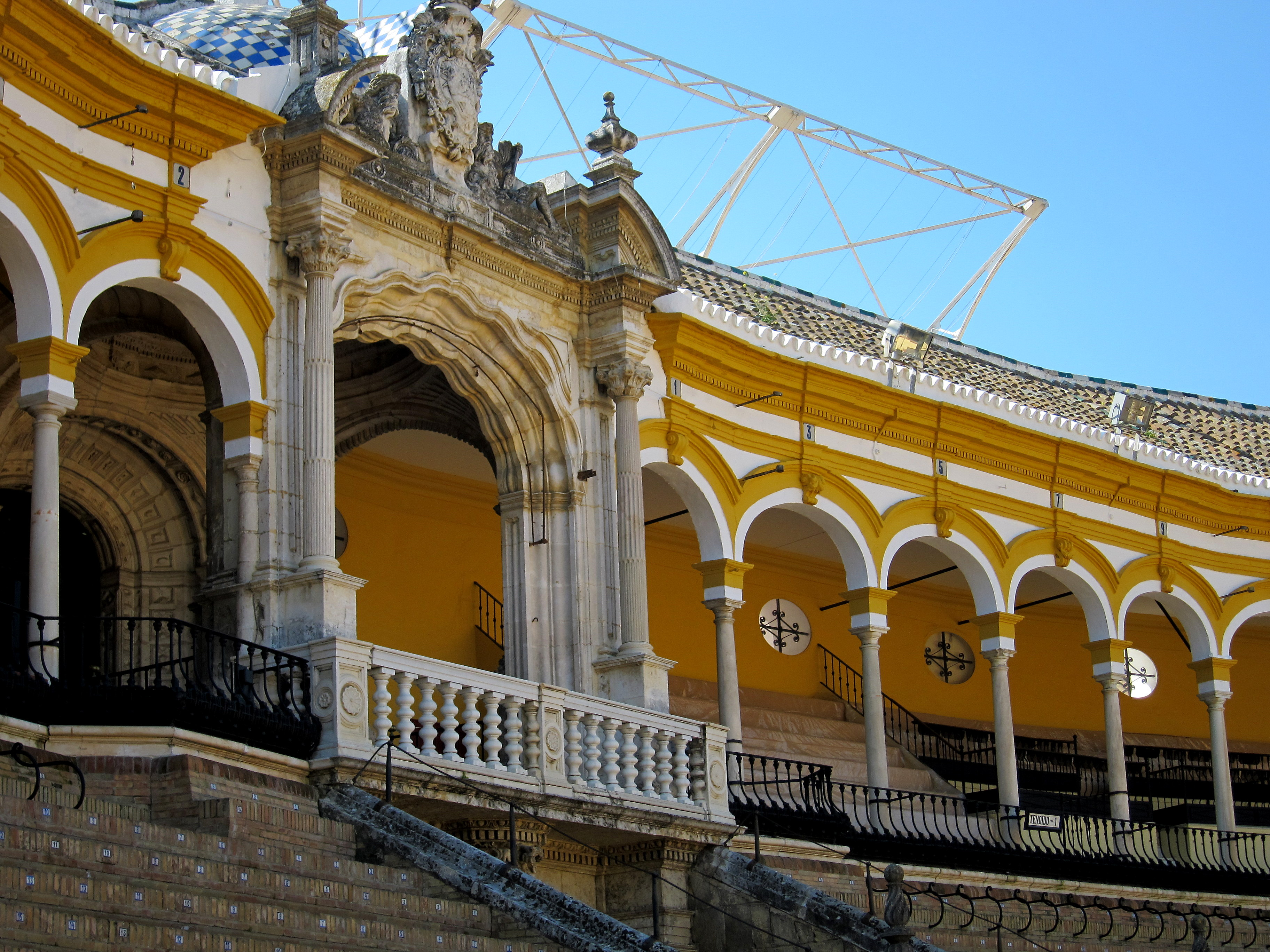
De loge van de prins
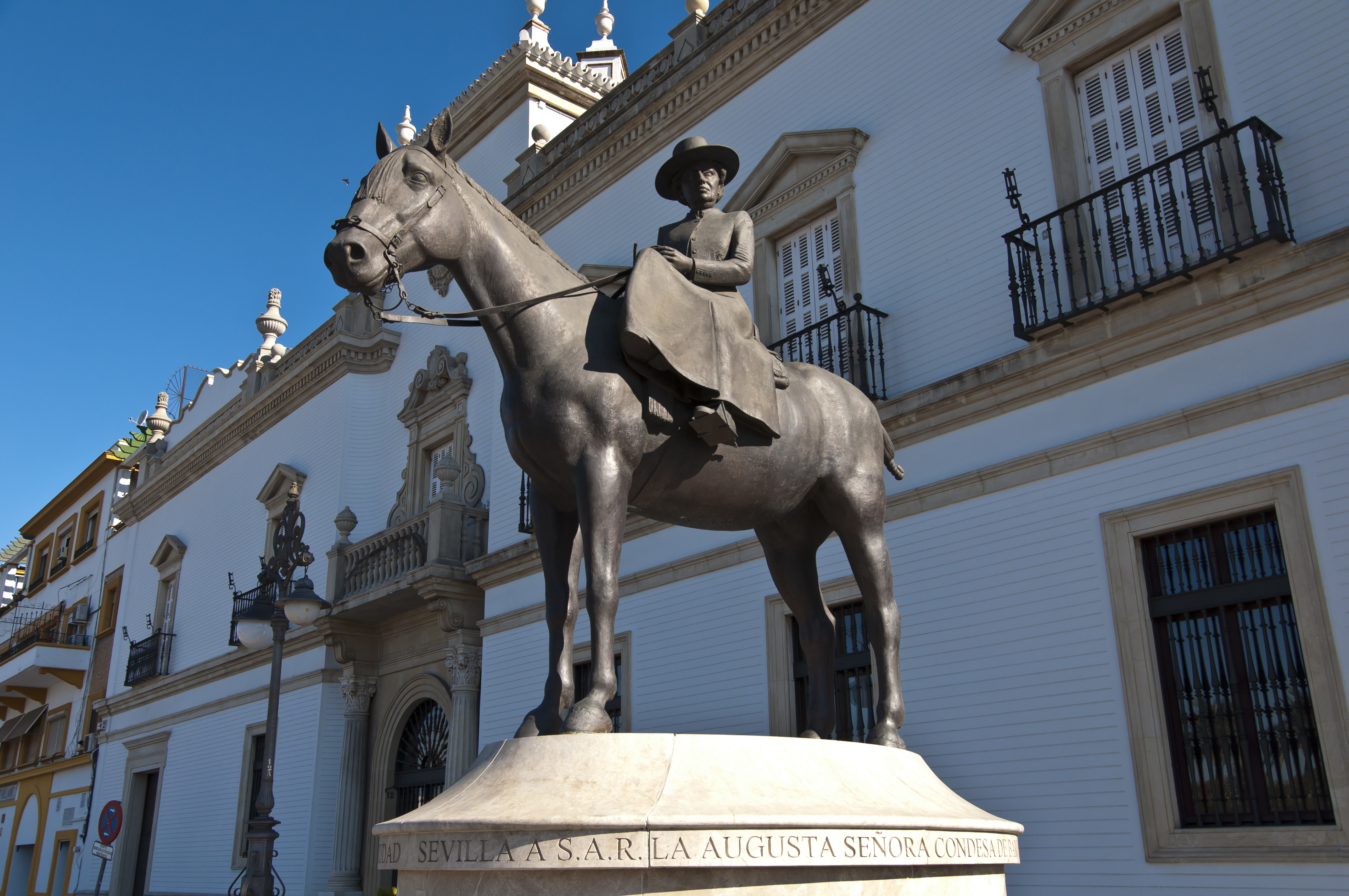
Maria de las Mercedes van Bourbon-Sicilië
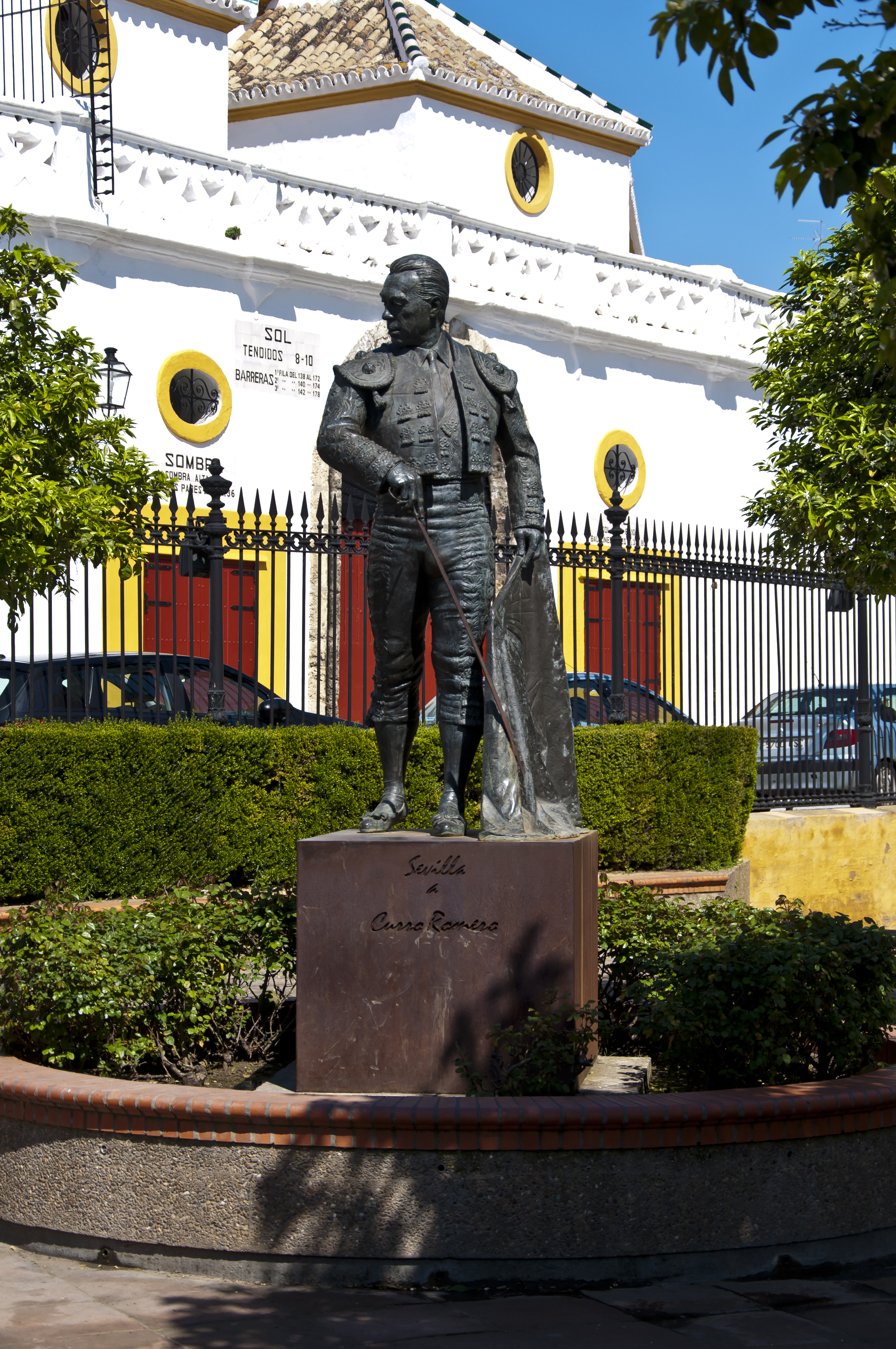
Curro Romero
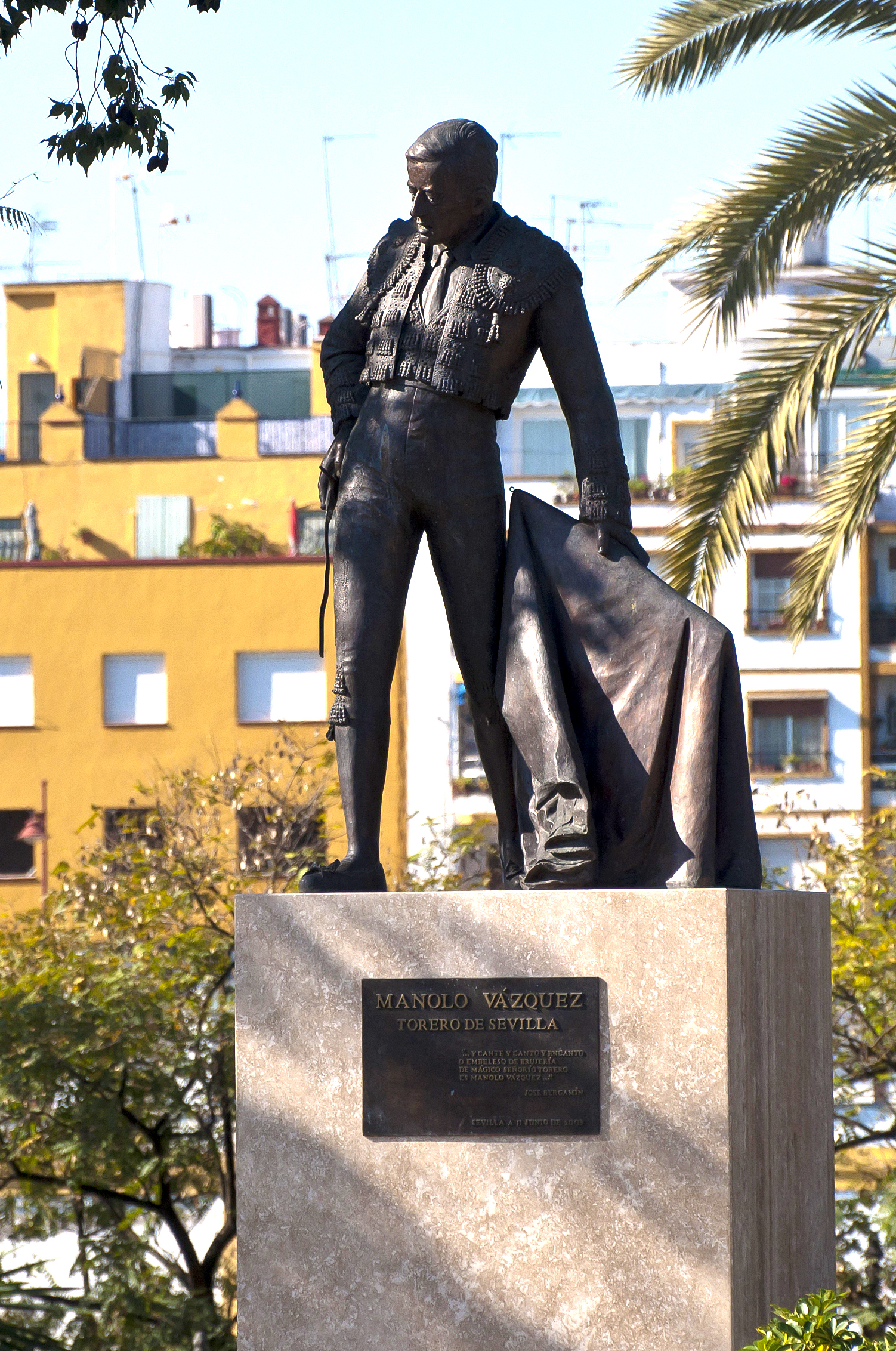
Manolo Vázquez